# Daniel Tudela Barreira
Daniel Tudela Barreira (Madrid, España, 9 de marzo de 1999) conocido deportivamente como Daniel Tudela es un futbolista español que juega como portero. Actualmente forma parte del Europa Point FC de la Primera División de Gibraltar.

## Trayectoria deportiva
Los primeros pasos de Daniel en el mundo del fútbol tuvieron lugar en su natal Madrid, pasando por las canteras de clubes como Atlético de Madrid o CF Rayo Majadahonda.
En 2014 entró a formar parte del CD Vázquez Cultural de Marbella por dos campañas. Más tarde, en el primer tramo de su segundo año como juvenil, acabó en el Costa Unida CF para en enero de ese mismo curso firmar contrato con el Marbella FC de Liga Nacional Juvenil de España. Su etapa formativa la finalizó en el conjunto U19 del AD Alcobendas de División de Honor Juvenil de España.
En enero de 2019 dio el salto a categoría senior firmando por el Europa FC de Primera División de Gibraltar como tercer portero del conjunto titular y primero en el filial de Gibraltar Intermediate League, compitiendo para ambos equipos. Esa campaña se proclamó campeón de la Supercopa de Gibraltar, Rock Cup y subcampeón de la Primera División de Gibraltar.
Para el mercado invernal de la campaña siguiente, el guardameta madrileño fue cedido por el Europa FC al FC Boca Gibraltar en busca de minutos en la Liga Nacional de Gibraltar.
Una vez finalizado su contrato con los primeros, y de cara a la temporada 2020/2021, Tudela pasó a formar parte de las filas directas del Europa Point FC de Primera División de Gibraltar como primer guardameta en donde permaneció hasta enero de 2022 cuando firma por una campaña en el Salamanca CF UDS B para competir en la Tercera Federación. De cara a la temporada 2022/2023 regresa a las filas del Europa Point FC para volver a disputar la Primera División de Gibraltar.

## Carrera deportiva

### Clubes
| Club                       | País      | Año               |
| -------------------------- | --------- | ----------------- |
| Europa FC                  | Gibraltar | 2019 - 2020       |
| FC Boca Gibraltar (cesión) | Gibraltar | 2020              |
| Europa FC                  | Gibraltar | 2019 - 2020       |
| Europa Point FC            | Gibraltar | 2020 – 2022       |
| Salamanca CF UDS B         | España    | 2022              |
| Europa Point FC            | Gibraltar | 2022 - Actualidad |

## Palmarés

### Títulos nacionales
| Título                 | Club      | País      | Año  |
| ---------------------- | --------- | --------- | ---- |
| Supercopa de Gibraltar | Europa FC | Gibraltar | 2019 |
| Rock Cup               | Europa FC | Gibraltar | 2019 |